# Диморфная веерохвостка
Димо́рфная ве́ерохво́стка (лат. Rhipidura brachyrhyncha) — вид воробьиных птиц из семейства веерохвостковых.
Международный союз охраны природы (IUCN) относит R. brachyrhyncha к видам вызывающим наименьшее беспокойство (охранный статус LC).

## Описание
Диморфная веерохвостка — небольшая птица размером 15-16,5 см и весом 9-10 г. По цвету хвоста (главным образом) различаются две морфы, причем самец и самка в парах могут быть из разных морф.
У темной морфы верх верх тела от головы до спинки — коричневый; ближе к хвосту — насыщенно-рыжий. Хвост тёмный, в срединной части с рыжеватым основанием и светло-рыжей окаймляющей полосой. Горлышко коричневатое или охристо-серое, брюшко охристо-рыжее, подхвостье рыжее; радужная оболочка темно-коричневая; клюв черновато-коричневый, розоватый снизу; ноги светло-коричневые.
Бледная морфа светлее (причем низ тела — значительно), горлышко — охристо-серое, брюхо и подхвостье охристые; хвост равномерно бледно-серый или темно-буровато-серый с белыми полосами; чёрный цвет отсутствует.
Самка обычно немного светлее самца, в остальном самцы и самки схожи.

## Распространение и места обитания
Обитает в горных лесах Новой Гвинее от полуострова Чендравасих до востока острова, включая горы Фоджа.
Птицы предпочитает густые заросли и подлесок в чаще обычно на высоте 2000-3680 м над уровнем моря. Может встречаться и ниже — до 1160 м, и выше — до 3800-3900 м; нижний предел сильно зависит от местных условий. Ниже привычного места обитания обычно замещается чёрной веерохвосткой (лат. R. atra). Ареалы обоих видов пересекаются в диапазоне высот 150—300 м и более.
В районах Ваги и Шредера почти все представители диморфной веерохвостки относятся к темной морфе, в центральной и юго-восточной части Новой Гвинеи преобладающая часть — к темной, а на северо-западе и северо-востоке обе формы встречаются в равных пропорциях.

## Образ жизни
Диморфные веерохвостки — насекомоядные птицы. Охотятся в средних и нижних ярусах леса, реже — в подлеске, лбычно от 0,5 до 2,5 м (иногда до 6 м). Обычно не забираются в заросли, но продираются сквозь листву, вспугивая насекомых, которых ловят в основном на лету. Часть пищи (около 15 %) добывается собирательством.
Песня представляет собой 2 высоких довольно протяжных ноты, за которыми следуют 7 быстропроизносимых звенящих нот, идущих вниз по тону; крики — писклявые и пронзительные..